# 3344 Modena
3344 Modena este un asteroid din centura principală, descoperit pe 15 mai 1982, de Oss. San Vittore.